# Grand Prix de Denain 1980
Il Grand Prix de Denain 1980, ventiduesima edizione della corsa, si svolse l'8 aprile su un percorso con partenza e arrivo a Denain. Fu vinto dal belga Leo Van Thielen della Eurobouw-Cambio Rino-Rossin davanti al francese Jean-Philippe Pipart e al belga Roger Verschaeve.

## Ordine d'arrivo (Top 6)
| Pos. | Corridore              | Squadra                           | Tempo |
| ---- | ---------------------- | --------------------------------- | ----- |
| 1    | Leo Van Thielen        | Eurobouw-Cambio Rino-Rossin       |       |
| 2    | Jean-Philippe Pipart   | La Redoute-Motobecane             |       |
| 3    | Roger Verschaeve       | Marc-Carlos-v.r.d.-IWC            |       |
| 4    | Gustaaf Van Roosbroeck | IJsboerke-Warncke Eis-Koga Miyata |       |
| 5    | Henri Vandenbrande     | Safir-Ludo                        |       |
| 6    | Michel Vaarten         | Eurobouw-Cambio Rino-Rossin       |       |